# Komisja Wojskowa Wielkiego Księstwa Litewskiego
Komisja Wojskowa Wielkiego Księstwa Litewskiego to organ utworzony w 1764 roku w czasie obrad sejmu konwokacyjnego.
Komisja ta była powoływana na 2-letnią kadencję i funkcjonowała pod przewodnictwem odpowiednich ministrów, oprócz nich powoływano pozostałych członków w liczbie od 9-16. Dbała o dobro i stan wojska.
Jej odpowiednikiem w Koronie Królestwa Polskiego była Komisja Wojskowa Koronna.